# Ваља Салчилор (Бузау)
Ваља Салчилор (рум. Valea Sălciilor) насеље је у Румунији у округу Бузау у општини Тисау. Oпштина се налази на надморској висини од 176 m.

## Становништво
Према подацима из 2002. године у насељу је живело 656 становника, од којих су сви румунске националности.